# 偽りの輪舞曲
『偽りの輪舞曲』（いつわりのロンド）は、2007年8月9日にサクセスから発売された、ニンテンドーDS用シミュレーションRPG。開発は、FUN UNITが担当。キャラデザインは、BUNBUNが担当している。
制作発表当時、「偽りの」から後ろにつけるゲームタイトルを公募し、2007年4月27日に現在の名称に決定した。

## 登場人物
太字のキャラクターは操作可能。

### ブレトワルダ王国
- セルディック（影武者）

声 - 佐藤雄大
本作の主人公。捨て子であったが、幼いころにセルディック（本物）に拾われ、彼と瓜二つであったために影武者として仕える。セルディック（本物）の最後の言葉を守るため、本物として周りの人間を偽りながら聖剣を手にプレトワルダの復興を目指す。
- セルディック（本物）

プレトワルダ王国の王子。メフレイユの策略により、物語開始時にはすでに死亡している。死ぬ間際に影武者にプレトワルダの復興と聖剣『スプンタ』を託す。
- マリー

セルディックの妹にしてプレトワルダ王女。光属性の魔法を得意とする。
- マーガス

ブレトワルダ王国第6重装歩兵騎士団に所属する重装歩兵。ケイとは同郷で突撃しがちなケイをなだめる事が多い。性格は軟派で、女性を見たら口説くのを忘れない。また、かなりの博識でもある。
- ケイ

ブレトワルダの騎士。実直な性格ではあるが熱くなり易く突撃しがち。

### シャレム連邦
- ダルシン

シャレム連邦の有力部族ナ族族長でアンセムの父親。シャレム連邦の指導者的存在で親ブレトワルダ派の筆頭。
- アンセム

ダルシンの息子で、他部族からの信望も厚く連邦の将来を担うと期待されている。また、幼少の頃からセルディックと親交があり、幼い頃から野山を引きずり回していたらしい。
- サシャ

アンセムの側近。幼少の頃より仕え、アンセムを「若」と呼んで慕う。アンセムには密かな想いを抱いているが「密かに」と思っているのは本人だけのようだ。
- ジャグラト

ガ族族長で、連邦の中心部族であるナ族を疎ましく思っている。

### ヴェローナ神国
- アイギール

ヴェローナ神国及びヴェルン教団を束ねる教皇。わずか14歳にして政務と教務をこなすが、歳相応な部分もある。
- ユミルナ

教皇付きの司祭。人の名前をなかなか覚えられないという欠点を持つ。
- シモン

ヴェローナ神国の聖堂騎士。実直で面倒見がよく、ヴェローナに来ていた幼いマリーの話し相手となっていた。
- ウーゼル

ヴェローナ神国の司祭で、ヴェルン教を妄信しアンラ教団の撲滅を目指す。

### アルメリア魔導国
- アリオス

第6研究室の室長を務める炎の魔術師で、セルマとエルマの師。魔術全般に造詣が深いが、それ故に興味深いものを見つけると研究しようと周りが見えなくなってしまうのが珠にキズ。
- セルマ

氷の魔術師。師であるアリオスの命で王国軍に加勢する。13歳という若さではあるが、魔力は高く、落ち着いた性格をしている。
- エルマ

雷の魔術師。戦乱を静観するアルメリアに憤りを覚え、帝国軍に協力。セルマの双子の弟で、兄と違って粗暴で好戦的な性格をしている。しかし、師であるアリオスには素直な一面を見せる。
- ルキア

自称「世紀の大盗賊」。偶々盗みに入った要塞でセルディックと出会い、彼の持つ聖剣スプンタに一目惚れし手に入れようと執着する。

### 中原諸侯連合
- アリシア

中原の都市ケールの若き領主。ケイやマーガスとは幼なじみで、2人の説得によって王国軍に身を投じる。

### アンラ教団
- イグレイン
- ガラハッド
- メフレイユ

ブレトワルダ王国の宮廷魔術師。ヴェローナ神国の異端狩りによって親類縁者を亡くしており、その復讐を果たすためグラン・メルー帝国と手を組み反乱を起こす。

### グラン・メルー帝国
- ガウス
- アルベリヒ
- マティアス
- クロト
- エルネスト

### その他
- アウル
- アルハンブラ
- コットン

本名はナタ・デ・コットン。「コットンシリーズ」からのゲスト出演。
- イヅナ

「降魔霊符伝イヅナ」からのゲスト出演。
- シノ

「降魔霊符伝イヅナ」からのゲスト出演。
- ナジ
- アウルの妹

## システム
ルートマニューバ・システム
ユニットの移動可能範囲内で移動ルートを描き、移動ルート上の敵ユニットを通過することで戦闘を行う。
その際、ZOC（Zone of Control）などのスキルによって移動途中で移動を中止させられることもある。その場合、上下左右のいずれかの空きマスに強制的に移動する。
パシリ・システム
最大6人の出撃制限にあぶれた味方ユニットに対し、アイテムの買出しや修行、その他の任務を与えることができる。

## 漫画
電撃マ王の2007年7月号から9月号まで連載した。全3話。作画は五條さやかが担当。

## 備考
- 2007年のエイプリルフールには、キャラクターの旅人欄にコットンが加えられていたが、ネタではなく6月初旬に再度登場キャラクター欄に加えられていた。